# At the Edge of Time
At the Edge of Time è il nono album discografico in studio dei Blind Guardian, pubblicato in Europa il 30 luglio 2010.

## Il disco
At the Edge of Time si compone di 10 pezzi, alcuni composti con l'ausilio dell'orchestra di Praga; questo apporto si nota evidentemente in Sacred Worlds e Wheel of Time. È stato pubblicato anche un CD aggiuntivo, contenente 6 tracce, in cui vengono raccolte alcune versioni alternative dei pezzi presenti nell'album.
Il repertorio dell'album spazia da un metal melodico tipico del gruppo (Curse My Name, sullo stile della ballata medievale, e War of the Thrones) a pezzi di puro stile power metal come Ride Into Obsession.
Dal disco è stato estratto il singolo A Voice in the Dark.
Tutte le canzoni sono state composte da Hansi Kürsch e André Olbrich.

## Vendite
In Italia il disco ha raggiunto la 19ª posizione nella classifica settimanale della "Federazione Industria Musicale Italiana" (FIMI).

## Tracce
1. Sacred Worlds - 9:17
2. Tanelorn (Into the Void) - 5:58
3. Road of No Release - 6:30
4. Ride into Obsession - 4:46
5. Curse My Name - 5:52
6. Valkyries - 6:38
7. Control the Divine - 5:26
8. War of the Thrones - 4:55
9. A Voice in the Dark - 5:41
10. Wheel of Time - 8:55
11. Curse My Name (Original) (bonus track giapponese) - 5:13
12. Valkyries (Extended) (bonus track giapponese) - 6:51

### Digipack Bonus CD
1. Sacred Worlds (versione pre-produzione) - 6:49
2. Wheel of Time (con orchestra) - 8:55
3. You're the Voice (versione per radio, John Farnham cover) - 3:36
4. Tanelorn (Into the Void) (demo) - 5:58
5. Curse My Name (demo) - 4:42
6. A Voice in the Dark (demo) - 5:40
7. Sacred (videoclip)
8. A Journey to the Edge of Time (documentario)

## Le canzoni
1. Sacred Worlds - È una versione rivisitata dell'originale "Sacred", con l'aggiunta di una introduzione e di un finale orchestrali. "Sacred" venne scritta dai Blind Guardian per il videogame "Sacred 2: Fallen Angel".
2. Tanelorn (into the void) - Basata sulla serie Il campione eterno di Michael Moorcock.
3. Road of No Release - Basata su "The innkeeper's song" di Peter S. Beagle.
4. Ride Into Obsession - Basata sulla serie La ruota del tempo di Robert Jordan (Hansi Kürsch dice: "Una presentazione dei personaggi principali, il drago rinato e il signore oscuro Ba'alzamon").
5. Curse My Name - Basata sullo scritto politico "The Tenure of Kings and Magistrates" di John Milton, in cui viene legittimata l'uccisione di un re che non si occupa dei suoi doveri.
6. Valkyries - Ispirata alla mitologia norrena, alla figura delle Valchirie.
7. Control the Divine - Basata sul Paradiso perduto di John Milton.
8. War of the Thrones - Basata sulle Cronache del ghiaccio e del fuoco di George R. R. Martin.
9. A Voice in the Dark - Basata sulle Cronache del ghiaccio e del fuoco di George R. R. Martin. Racconta la storia di Bran Stark
10. Wheel of Time - Basata sulla serie La ruota del tempo di Robert Jordan.

## Formazione
- Hansi Kürsch - voce
- André Olbrich - chitarra solista, chitarra ritmica e chitarra acustica
- Marcus Siepen - chitarra solista, chitarra ritmica e chitarra acustica
- Frederik Ehmke - batteria e percussioni